# Endemit

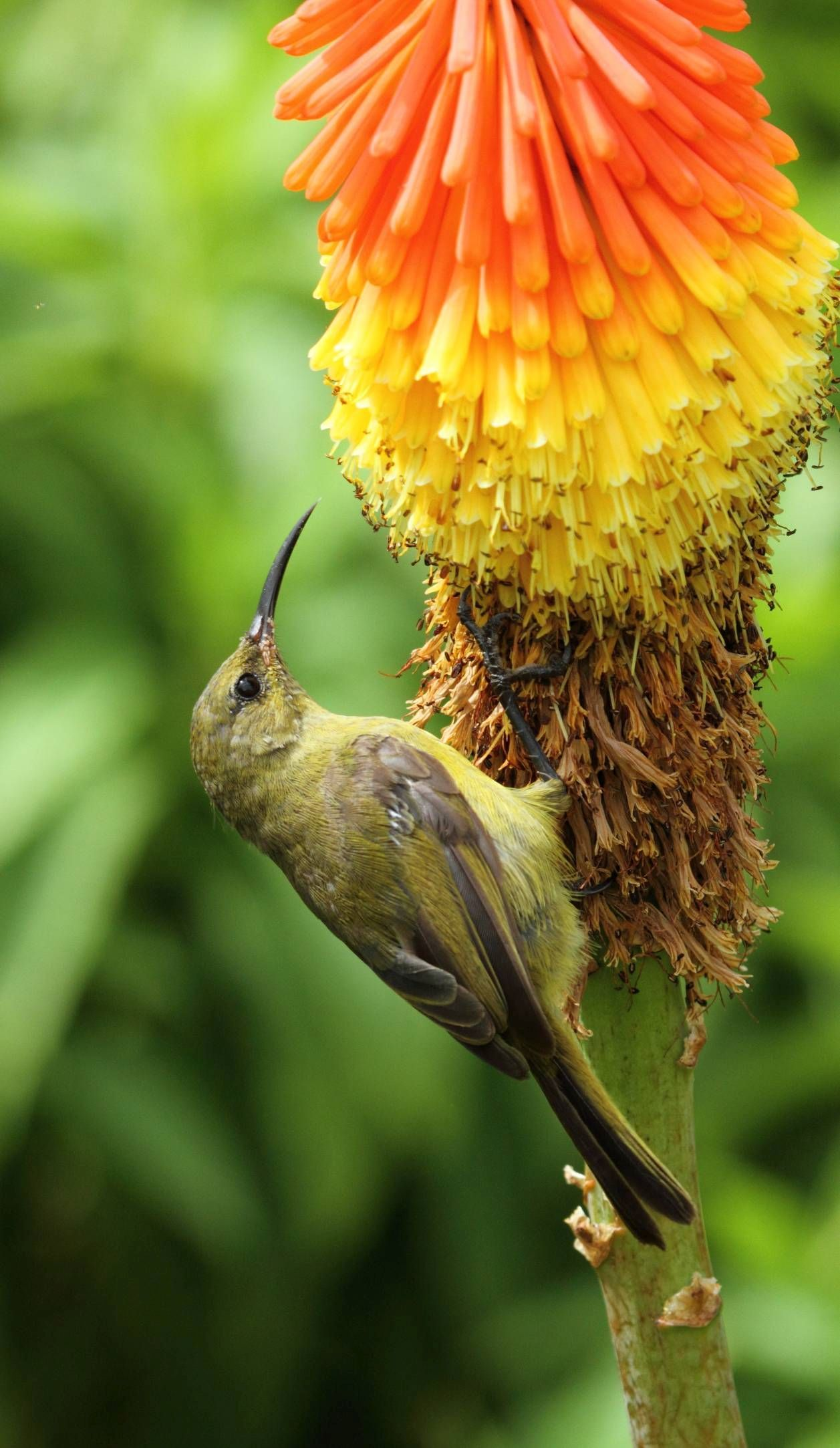
Strdimil zlatoprsý je spolu s mnohokvětem hroznatým jedním z endemitů Jižní Afriky

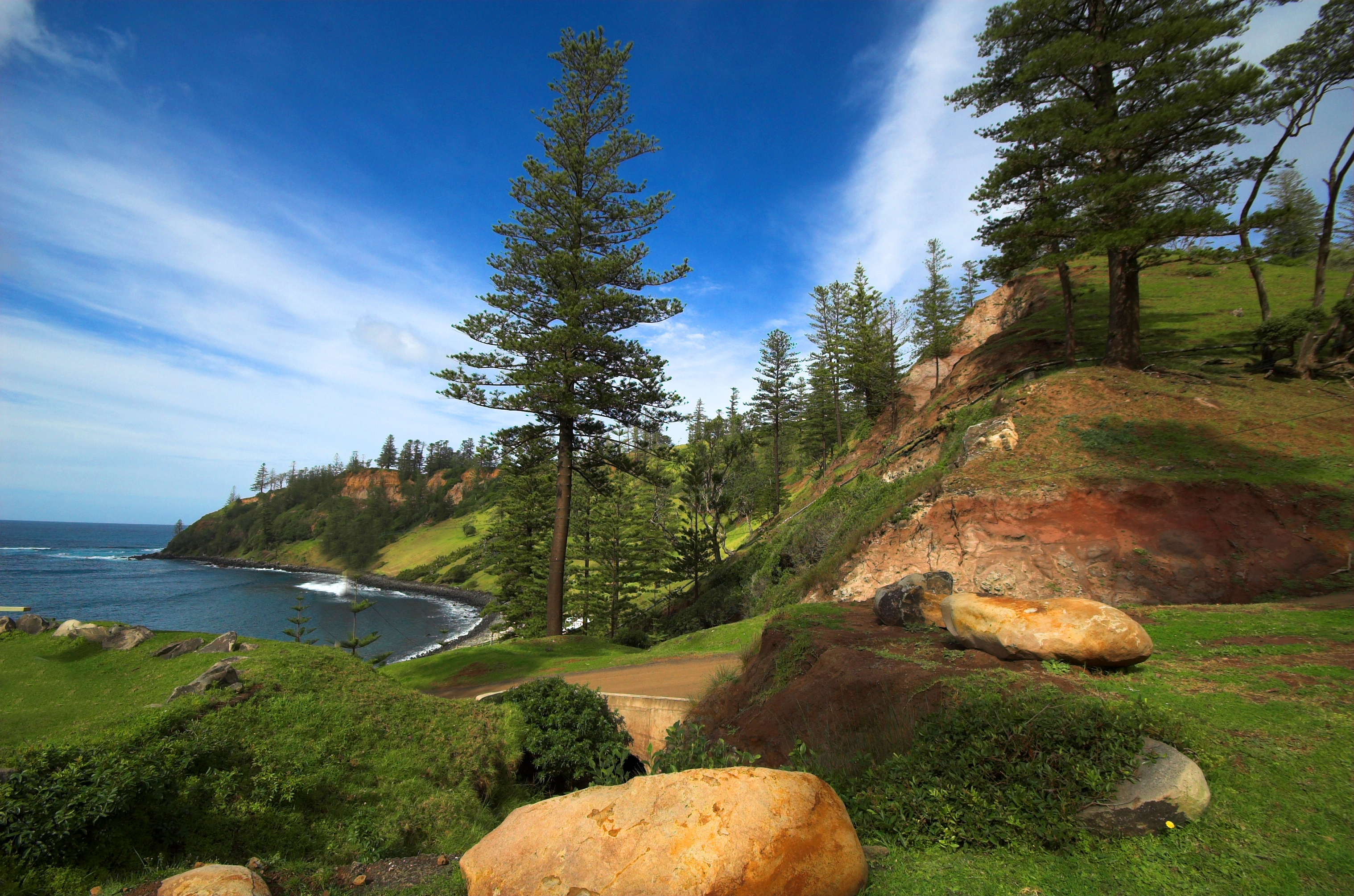
Blahočet ztepilý, endemit ostrova Norfolk

Endemit, respektive endemicky se vyskytující organismus je organismus, který vznikl a je rozšířen jen na určitém omezeném území a nikde jinde se nevyskytuje. V úvahu se bere pouze přirozený výskyt.
Areály jednotlivých endemitů jsou rozdílné. Někdy je areálem jediná lokalita s rozlohou několika metrů čtverečních. Příkladem je lipnice jesenická (Poa riphaea) či zvonek jesenický (Campanula gelida) na Petrových kamenech v Jeseníkách. Endemit vyskytující se na takto malém území se nazývá stenoendemit. Naopak jiné endemity mají areál širší, třeba celé pohoří, ostrov atd. Podle doby vzniku se dělí endemity na paleoendemity a neoendemity.
Paleoendemit je druh vývojově starý, vznikl ve třetihorách a dříve. Příkladem může být jinan dvoulaločný (Ginkgo biloba) omezený na malou oblast v Číně, sekvojovec obrovský (Sequiadendron giganteum) v Kalifornii nebo živoucí fosílie haterie novozélandská (Sphenodon punctatus) žijící na několika ostrůvcích Nového Zélandu. Paleoendemity bývají zároveň relikty.
Naproti tomu neoendemit je druh vývojově mladý až velmi mladý, vznikl až ve čtvrtohorách – například izolací populace po ústupu glaciálu. Příkladem jsou skoro všechny endemity v ČR. Kvůli dobám ledovým zde měly paleoendemity velmi omezenou možnost přežít.

## České endemity

### Rostliny
- bedrník skalní (Pimpinela saxifraga ssp. rupestris), rozšíření: Krkonoše, taxonomická hodnota sporná, roste jen na polské straně pohoří,
- dvouhrotec Sendtnerův (Dicranum sendtneri), rozšíření: pouze v Adršpašsko-Teplických skalách (mechorost),
- hořeček český (Gentianella bohemica), rozšíření: ČR (Šumava, Českomoravská vrchovina, Drahanská vrchovina, Orlické podhůří, Broumovsko, Krkonoše, Táborsko), bavorská část Šumavy, severní Rakousko a jižní Polsko. Těžiště rozšíření druhu je v Českém masívu. Lokality ležící mimo Českou republiku jsou vzácné, v Polsku je druh nezvěstný,
- hvozdík kartouzek sudetský (Dianthus carthusianorum ssp. sudeticus), rozšíření: Velká kotlina v Hrubém Jeseníku,
- hvozdík Lumnitzerův pálavský (Dianthus lumnitzeri ssp. palaviensis), rozšíření: Pavlovské vrchy (NPR Děvín), taxonomická hodnota poddruhu sporná,
- hvozdík písečný český (Dianthus arenarius ssp. bohemicus), rozšíření: jediná lokalita poblíž Řípu,
- jeřáb český (Sorbus bohemica), rozšíření: České středohoří,
- jeřáb džbánský (Sorbus gemella), rozšíření: Konětopy u Loun,
- Jeřáb hardeggský (Sorbus hardeggensis), rozšíření: NP Podyjí,
- jeřáb krasový (Sorbus eximia), rozšíření: Český kras,
- jeřáb labský (Sorbus albensis), rozšíření: České středohoří, 12 lokalit západně až severozápadně od Litoměřic, popsán v roce 2009 z bílých strání u osady Knobloška,[1]
- jeřáb manětínský (Sorbus rhodanthera), rozšíření: Chlumská hora u Manětína,
- jeřáb milský (Sorbus milensis), rozšíření: stenoendemit kopce Milá v Českém středohoří, popsán v roce 2008,[2]
- jeřáb olšolistý (Sorbus alnifrons), rozšíření: Templštejn u Moravského Krumlova,
- jeřáb soutěskový (Sorbus portae-bohemicae), rozšíření: České středohoří, znám ze dvou lokalit, z Porta bohemica u obce Litochovice nad Labem a Oparenského údolí u obce Oparno, popsán v roce 2009,[1]
- jeřáb sudetský (Sorbus sudetica), rozšíření: Krkonoše,
- jestřábník (Hieracium sp.) – asi 20 endemických druhů v Krkonoších, méně i na Králickém Sněžníku a v Hrubém Jeseníku,
  - jestřábník černavý (Hieracium nigrescens), rozšíření: Krkonoše,
  - jestřábník černoblizný (Hieracium nigrostylum), rozšíření: Krkonoše,
  - jestřábník černohlavý (Hieracium melanocephalum), rozšíření: Krkonoše,
  - jestřábník draslavý (Hieracium asperulum), rozšíření: Krkonoše,
  - jestřábník chudolistý (Hieracium riphaeum), rozšíření: Krkonoše,
  - jestřábník kopisťolistý (Hieracium fritzei), rozšíření: Krkonoše,
  - jestřábník krkonošský (Hieracium corconticum), rozšíření: Krkonoše,
  - jestřábník labský (Hieracium albinum), rozšíření: Krkonoše,
  - jestřábník licholabský (Hieracium pseudoalbinum), rozšíření: Krkonoše,
  - jestřábník Purkyňův (Hieracium purkynei), rozšíření: Krkonoše, vyhynulý druh,
  - jestřábník Rohlenův (Hieracium rohlenae), rozšíření: Krkonoše,
  - jestřábník Schneiderův (Hieracium schneiderianum), rozšíření: Krkonoše,
  - jestřábník Schustlerův (Hieracium schustleri), rozšíření: Krkonoše, Králický Sněžník,
  - jestřábník sněžnický (Hieracium nivimontis), rozšíření: Králický Sněžník,
  - jestřábník stopkatý (Hieracium pedunculare), rozšíření: Krkonoše, v 19. století i Jizerské hory,
  - jestřábník špičkatý (Hieracium apiculatum), rozšíření: Krkonoše,
  - jestřábník trubkovitý (Hieracium tubulosum), rozšíření: Krkonoše, dříve i Jizerské hory, možná je i ve Skandinávii, proto endemismus nejistý,
  - jestřábník Uechtritzův (Hieracium uechtritzianum), rozšíření: Krkonoše, Králický Sněžník,
  - jestřábník zelenohlavý (Hieracium chlorocephalum), rozšíření: Krkonoše, Hrubý Jeseník, ale možná i Karpaty a Alpy, proto nejisté,
  - jestřábník zlatoblizný (Hieracium chrysostyloides), rozšíření: Hrubý Jeseník, Králický Sněžník,
  - jestřábník žlázkozubý (Hieracium glandulosodentatum), rozšíření: Krkonoše,
- jitrocel černavý sudetský (Plantago atrata ssp. sudetica), rozšíření: Velká kotlina v Hrubém Jeseníku,
- kosatec bezlistý český (Iris aphylla ssp. bohemica), rozšíření: Český kras, České středohoří, Kokořínský důl, Mladá Boleslav aj., taxonomická hodnota poddruhů Iris aphyla není uspokojivě dořešena,
- kuřička hadcová (kuřička Smejkalova) (Minuartia smejkalii), rozšíření: hadce v okolí Borovska, Mladé Vožice, dříve i u Chotěboře,
- kuřička krkonošská (Minuartia corcontica), rozšíření: Krkonoše,
- lipnice jesenická (Poa riphaea), rozšíření: Hrubý Jeseník (Petrovy kameny),
- lomikámen pižmový (Saxifraga moschata ssp. basaltica), rozšíření: Krkonoše, pouze v Polsku,
- lomikámen trsnatý vlnatý (Saxifraga rosacea subsp. steinmannii),[3][4][5][6]
- oměj šalamounek (Aconitum plicatum) – hory Českého masívu, Česko a přilehlé Polsko a Německo,
- oměj tuhý moravský (Aconitum firmum ssp. moravicum), rozšíření: Česko (Ondřejník a CHKO Beskydy), Slovensko a přilehlé části Polska,
- ostřice krkonošská (Carex derelicta) – Krkonoše, druh řádně popsán teprve v roce 2008,[7]
- rožec kuřičkolistý (Cerastium alsinifolium), rozšíření: Slavkovský les,
- tučnice česká (Pinguicula bohemica), rozšíření: Českolipsko – Ralská pahorkatina,
- všivec krkonošský pravý (Pedicularis sudetica ssp. sudetica), rozšíření: Krkonoše, především česká strana hor, taxonomická hodnota poddruhu sporná,
- zvonek český (Campanula bohemica), rozšíření: Krkonoše,
- zvonek jesenický (Campanula gelida), rozšíření: Hrubý Jeseník (Petrovy kameny).

### Živočichové
- huňatec žlutopásý (Torula quadrifaria sudetica) – motýl, rozšíření: Krkonoše,
- jepice krkonošská (Rhithrogena corcontica), rozšíření: Krkonoše,
- kobylka Pholidoptera aptera bohemica, rozšíření: CHKO Labské pískovce,
- korýš Parastenocaris moravica, rozšíření: CHKO Litovelské Pomoraví,
- myšice malooká Apodemus uralensis cimrmani, rozšíření: Žatecko jižně od Ohře,[8]
- okáč sudetský (Erebia sudetica sudetica), rozšíření: Hrubý Jeseník,
- okáč horský (Erebia epiphron silesiana), rozšíření: CHKO Jeseníky,
- saranče Stenobothrus eurasius bohemicus, rozšíření: České středohoří,
- skálovka Haplodrassus bohemicus – pavouk, rozšíření: České středohoří,
- střevlík Harpalus cisteloides hurkai, rozšíření: České středohoří (NPR Raná, PR Milá aj.),
- střevlík Parazuphium chevrolati rebli, rozšíření: České středohoří (NPR Oblík) – dosud jen tři exempláře,
- včelák český Tachysphex bohemicus, rozšíření: Českolipsko, popsán teprve v roce 2016,[9]
- váleček český Cylindromorphus bohemicus, rozšíření: Praha, střední Čechy, Žatecko,
- vřetenovka krkonošská (vřetenovka utajená krkonošská) (Cochlodina dubiosa corcontica), rozšíření: Krkonoše (Rýchory).